# Битва за Сабху
Би́тва за Себху — одно из сражений в ходе гражданской войны в Ливии 2011 года.

## Хронология событий
19 сентября появились сообщения, что войска армии ПНС, подошедшие с восточной стороны к Себхе, захватили аэропорт, крепость и район Маншия в южной части Себхи.
20 сентября войска ПНС продолжали вести бои по взятию Себхи. Представитель «Бригады Щита пустыни» Мухаммед Вардугу сообщил, что был взят в плен глава разведки режима Каддафи района Эль-Хофра (район городов Хун, Уэддан и Сокна) генерал Бельгасим Эль-Абаадж, который, по словам Вардугу, ответственный за многие преступления в Эль-Хофре". Также, по словам Вардугу, около 300 наемников из отрядов Каддафи бежали с Себхи. Однако канал CNN, репортёры которого проделали путь вместе с войсками ПНС в Себху и показали видеокадры оттуда, говорят, что бои за Себху, как и за остальные населённые пункты, занятые войсками ПНС на юге Ливии ранее, были незначительными. Наибольшее сопротивление было встречено в районе Эль-Маншия накануне, где под снайперским огнём погибло несколько солдат ПНС. Корреспондент CNN сообщил, что ему неизвестно, контролируют ли войска ПНС весь город.
Вечером 20 сентября командующий войсками ПНС Башир Альхваз сообщил, что за время краткосрочных боёв за Себху потери их армии составили 3 человека убитыми, потери войск Каддафи составили 19 человек убитыми. Также он подтвердил, что войска ПНС контролируют большую часть города, заявив, что для взятия под полный контроль южных границ Ливии понадобится неделя.
21 сентября представитель Переходного Национального Совета Ливии в Себхе Абдельмаджид Сеиф Эннаср сообщил, что их войска «полностью контролируют Себху, и все, включая [тех, кто был] за Каддафи, сейчас на стороне революции». Также он добавил, что сопротивление Переходному Национальному Совету в Себхе было незначительным. Позже, со ссылкой на командование войск южного фронта, источники сообщили, что из 300 отступивших солдат Каддафи, 150 было взято в плен.

## Значение битвы
Себха является крупнейшим и стратегически важным городом (11-й город Ливии по населению, до 130 тысяч жителей) на юге Ливии. Через Себху проходят автомагистрали, соединяющие северное побережье Ливии и южную часть страны, а также соседние с Ливией государства (Алжир, Нигер и Чад). Поэтому взятие Себхи с одной стороны открыло путь сторонникам Переходного Национального Совета Ливии к установлению контроля над южными и юго-западными границами государства, а с другой — отрезало лояльным Каддафи войскам, остававшимся в Бени-Валиде и Сирте, к отходу на юг Ливии, либо к сопредельным государствам региона Субсахары (Алжир, Нигер, Чад, Мали и др.).